# Авганистан на Светском првенству у атлетици на отвореном 2003.
Авганистан је на 9. Светском првенству у атлетици на отвореном 2003. одржаном у Паризу од 23. до 31. августа учествовао други пут, после 7 пропуштених првенстава од 1.Светским првенствима 1983. у Хелсинкију. Репрезентацију Авганистана представљала су два такмичара (1 мушкарац и 1 жена) који су се такмичили у трци на 100 метара.
На овом првенству такмичари Авганистана нису освојили ниједну медаљу, али оборена су два лична рекорда.

## Учесници
| Мушкарци: - Асад Ахмеди — 100 м | Жене: - Лима Азими — 100 м |

## Резултати

### Мушкарци
| Атлетичар   | Дисциплина | Лични рекорд | Квалификације | Квалификације | Група                | Група                | Полуфинале           | Полуфинале           | Финале               | Финале       | Детаљи |
| Атлетичар   | Дисциплина | Лични рекорд | Резултат      | Место         | Резултат             | Место                | Резултат             | Место                | Резултат             | Место        | Детаљи |
| ----------- | ---------- | ------------ | ------------- | ------------- | -------------------- | -------------------- | -------------------- | -------------------- | -------------------- | ------------ | ------ |
| Асад Ахмеди | 100 м      | -            | 11,99 ЛР      | 8. у гр 6     | Није се квалификовао | Није се квалификовао | Није се квалификовао | Није се квалификовао | Није се квалификовао | 74 / 74 (79) |        |

### Жене
| Атлетичарка | Дисциплина | Лични рекорд | Квалификације | Квалификације | Четвртфинале          | Четвртфинале          | Полуфинале            | Полуфинале            | Финале                | Финале       | Детаљи |
| Атлетичарка | Дисциплина | Лични рекорд | Резултат      | Место         | Резултат              | Место                 | Резултат              | Место                 | Резултат              | Место        | Детаљи |
| ----------- | ---------- | ------------ | ------------- | ------------- | --------------------- | --------------------- | --------------------- | --------------------- | --------------------- | ------------ | ------ |
| Лима Азими  | 100 м      |              | 18,37 ЛР      | 6. у гр. 3    | Није се квалификовала | Није се квалификовала | Није се квалификовала | Није се квалификовала | Није се квалификовала | 56 / 56 (59) |        |